# Trichosetodes rhamphodes
Trichosetodes rhamphodes är en nattsländeart som beskrevs av Yang och Morse 2000. Trichosetodes rhamphodes ingår i släktet Trichosetodes och familjen långhornssländor. Inga underarter finns listade i Catalogue of Life.